# This Time (John Legend)
This Time è un brano musicale del cantante statunitense John Legend, pubblicato come quarto singolo estratto dall'album Evolver, terzo lavoro di Legend, il 3 aprile 2009.

## Tracce
Download digitale
1. This Time - 4:23

## Classifiche
| Classifica (2009) | posizione più alta |
| ----------------- | ------------------ |
| Paesi Bassi       | 42                 |